# غيزا كالوتشاي
غيزا كالوتشاي (بالأوكرانية: Геза Калочаї) (بيريهوفي، أوكرانيا، 30 مايو 1913 – بودابست، المجر، 26 سبتمبر 2008) لاعب كرة قدم تشيكوسلوفاكي راحل كان يجيد اللعب في خط الهجوم.
لعب طوال مسيرته الرياضية في أندية سبارتا براغ التشيكوسلوفاكي (1932-1937) ليل الفرنسي (1937-1939) كيشبيشت المجري (1939-1940) فيرينكفاروسي المجري (1940-1941) أويبيشت المجري (1941-1943).
مثل منتخب تشيكوسلوفاكيا 3 مباريات (1933-1935) كما مثل منتخب المجر في مباراتين في 1940. شارك مع منتخب تشيكوسلوفاكيا في بطولة كأس العالم 1934 في إيطاليا حيث احتل المركز الثاني.
قام بتدريب الأندية المجرية ديبريسيني لوكوموتيف (1952) وسيغيدي هونفيد (1953) وفاشاش إيزو (1954-1955) منتخب المجر (مساعد مدرب) (1954-1955) بيتش (1956) بارتيزان بلغراد الصربي (1957-1958) ستاندارد لييج البلجيكي (1958-1961) أويبيشتي دوجا المجري (1961-1962) نصر حسين داي الجزائري (1963-1965) كورنيك زابرزي البولندي (1966-1969) فيرينكفاروسي المجري (1970) فيديوتون المجري (1971-1972) إم تي كيه هنغاريا المجري (1972-1974) منتخب باكستان (1974-1980) الأهلي المصري (1980-1982).

## وصلات خارجية
- غيزا كالوتشاي على موقع الاتحاد الدولي (مؤرشف)  (الإنجليزية)
- غيزا كالوتشاي على موقع الاتحاد التشيكي (الإنجليزية)
- غيزا كالوتشاي على موقع قاعدة بيانات كرة القدم.إي يو (الإنجليزية)
- غيزا كالوتشاي على موقع ناشيونال فوتبول تيمز (الإنجليزية)
- غيزا كالوتشاي على موقع عالم كرة القدم.نت (الإنجليزية)

- سيرة ذاتية